# کبیسه (شهر)
کبیسه (به عربی: کبیسة) یک منطقهٔ مسکونی در عراق است که در استان انبار واقع شده‌است.